# Света Петка (Бигор Доленци)
Вижте пояснителната страница за други значения на Света Петка.
„Света мъченица Параскева“ или „Света Петка“ (на македонска литературна норма: „Света Параскева“, „Света Петка“) е възрожденска църква в кичевското село Бигор Доленци, Северна Македония. Църквата е част от Кичевското архиерейско наместничество на Дебърско-Кичевската епархия на Македонската православна църква – Охридска архиепископия. Изградена е в 1858 година от майстори от село Малкоец. Църквата е обновена в 1999 година. Иконостасът е изработен в 1865 година, а иконите на него са дело на Дичо Зограф.
През 1868 година общината в Бигор Доленци предплаща един екземпляр от изданието на „Поучително евангелие“ на Софроний Врачански за църквата „Света Петка“.